# Loop (Meeresarm)

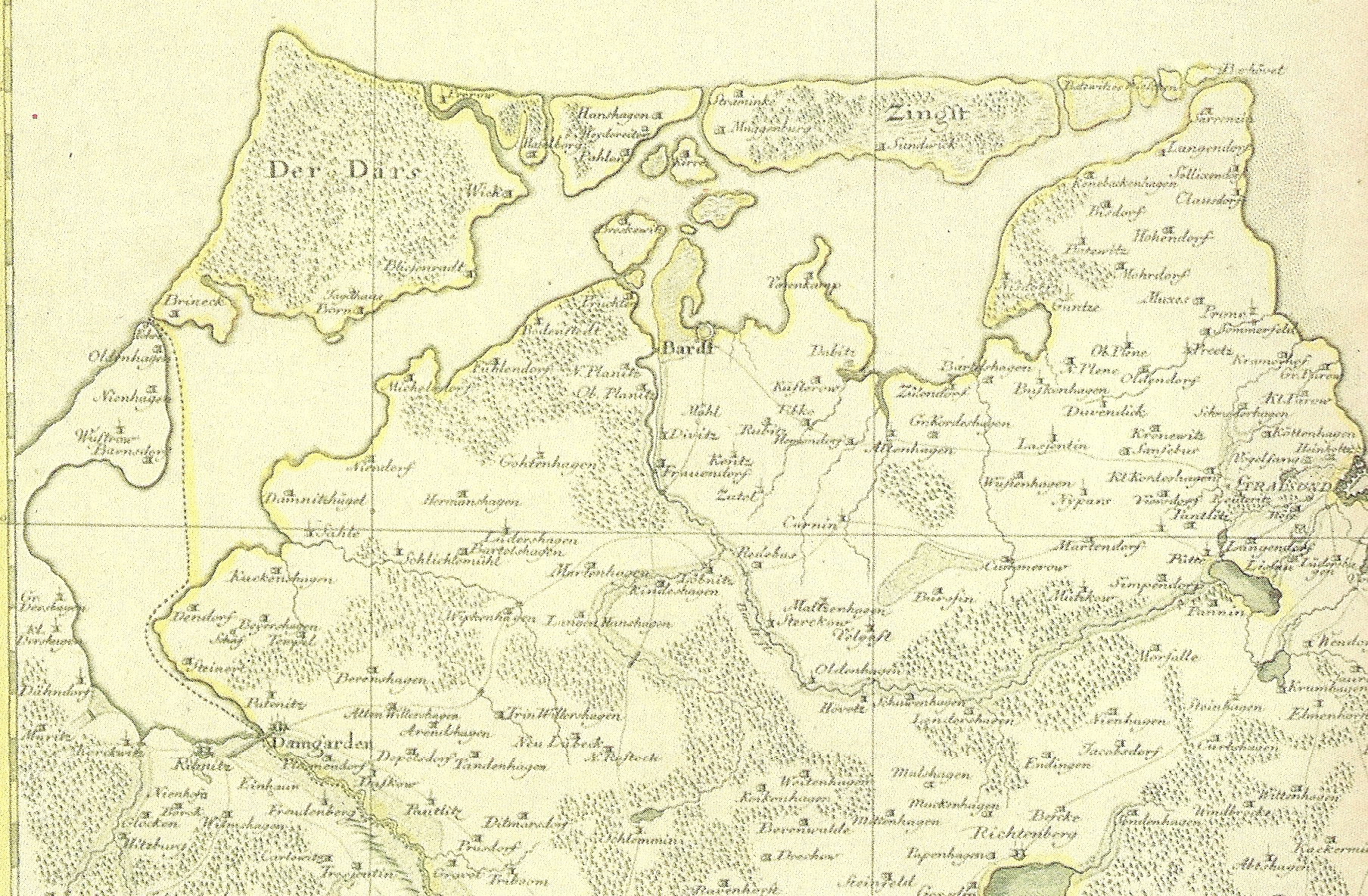
Fischland-Darß-Zingst 1761 mit dem offenen Loop

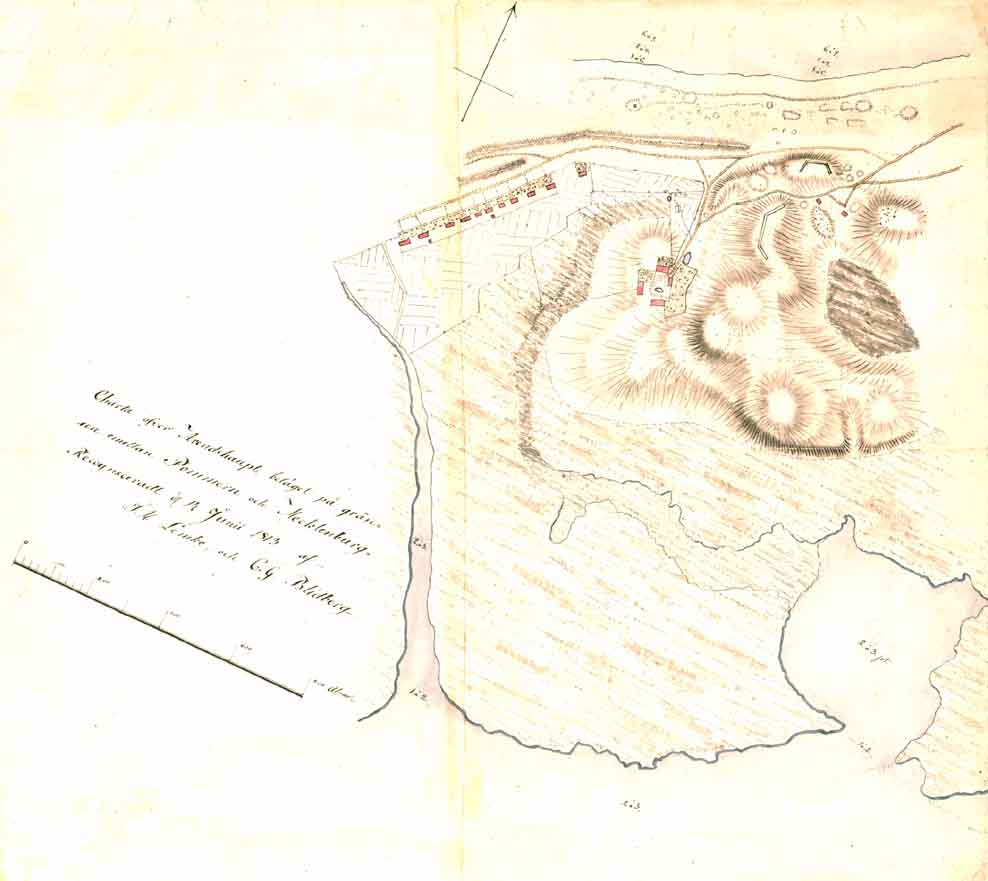
Grenzsituation nördlich des Loop im Jahre 1813

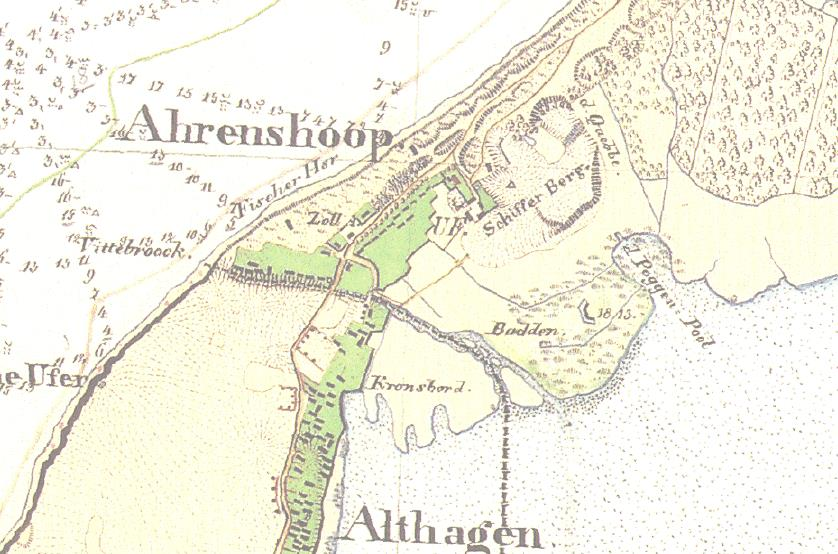
Grenzsituation am Loop vor Ahrenshoop 1835

Der Loop oder Darßer Kanal war ein Meeresarm zwischen dem Saaler Bodden und der Ostsee bei Ahrenshoop. „Loop“ bedeutet im niederdeutschen (plattdeutschen) Sprachgebrauch so viel wie „Lauf“. Er begrenzte das Fischland im Norden. Der Loop war bis zum Ende des 14. Jahrhunderts der nördliche Seegatt vom Bodden zur Ostsee, danach nur noch in zeitlich begrenzten Phasen nach künstlichen und natürlichen Öffnungen nach Sturmhochwassern.

## Geografie
Der ehemalige Meeresarm verlief zwischen dem heutigen Ahrenshooper Ortsteil Althagen und Ahrenshoop. Der Loop hatte etwa zwei Meter Tiefgang und Pfähle für die Befestigung der Ufer und das Anlegen der Boote und Schuten. Die Passierbarkeit wurde häufig durch Sturm und Versandung beeinträchtigt. Heute existiert nur noch ein 135 m langer Graben zwischen der Hauptstraße und dem Rest der kurzen Landwehr am Feldweg entlang des sogenannten Grenzweges. Dieser Graben folgt der Linie des Loop, der gleichzeitig die Grenze zwischen Mecklenburg und Pommern bildete und noch heute bildet. Südlich des Loop beginnt die Hochfläche des Fischlandes mit dem seeseitigen Kliff.

## Geschichte
Der pommersche Herzog Wartislaw VI. (um 1345–1394) ließ in der zweiten Hälfte des 14. Jahrhunderts nördlich des Loop den Ort Ahrenshoop durch Gräben, Grenzbefestigungen, Zollkontrolle und durch eine befestigte Schanze sichern.
Dessen Bruder Herzog Bogislaw VI. (1350–1393) wollte Ahrenshoop zu einer größeren Handelssiedlung ausbauen, um vom gestiegenen Handelsaufkommen zu profitieren. In der Zeichnung von 1813 ist rechts der Poggen-Pool als Einbuchtung zu erkennen, dort wollte der Herzog einen Hafen anlegen.
Die Herzöge lagen mit den Hansestädten Rostock, Stralsund und Greifswald wegen der Wulflam-Affäre in Zwist und suchten deshalb einen Hafen für ihren Handel. 1392 oder 1393 zerstörten 1000 Mann aus Rostock, deren Patrizier vor allem ihre Handelsprivilegien durch einen Seehafen am Darß beeinträchtigt sahen, den Hafen von Ahrenshoop und „verdämmten“ den Loop. 1400 haben die Stralsunder im Permin 3 Schiffe versenkt und ihn damit geschlossen. Ob Loop und Permin danach von Wartislaw VI. Sohn Barnim VI. (1365–1405) bzw. der mecklenburgischen Stadt Ribnitz auch wieder geöffnet werden konnten, ist nicht überliefert. Der Permin lag ja nicht im Einflussbereich der Pommern. Barnim VI. (Regierungszeit 1394–1403) war auch bekannter Gegner der Hanse, er war sogar Mitglied einer Vitalienbruderschaft und beteiligte sich selbst aktiv an den Kaperfahrten.
Auch die Vitalienbrüder hatten den Loop und den Permin bei Wustrow zur Fahrt in die Boddengewässer genutzt, die ihnen bis höchstens 1400 als Rückzugsgebiet und Versteck zwischen ihren Kaperfahrten dienten. Die spätere Umsetzung des Ausbaus von Hafen und Loop scheiterte wohl an der Wetteranfälligkeit des Loopes.
Der Kartograph und Hofastronom am mecklenburgischen Hof Tilemann Stella (1525–1589) beschreibt den Loop: „Zwischen dem Dorf Oldenhagen (Althagen) und dem Arnshope (Ahrenshoop) ist das Ribnitzer Wasser und See durchgegangen ins Saltze Mehr. Fürder nach dem Strande ist ein großer Hauffen Stein und Tziegel befunden am orth beim Strande, da is de tzollbude gewesen, so nach des Saltze Mehr 3 oder 4 Ruthen (etwa 50 Meter) gelegen. Darnach stehen in die vierzig oder fünfzig pfele in dem Saltzmehr, tzu endest der pfehlen ein großer hauffen Steine, darauf das Bollwerk gestanden.“ Da Stella in der Vergangenheitsform beschreibt, ist daraus nicht die Öffnung oder die Befahrbarkeit abzuleiten bzw. zu datieren.
„Noch 1455 soll der Loop offen gewesen sein“ (Zitat). Nach 1550 ist in den zeitgenössischen Karten eine geschlossene Küstenlinie zu erkennen, also war der Loop geschlossen. 1625 ist der Loop dann durch ein großes Sturmhochwasser „breit und tief aufgerissen“ (Zitat), davon zeugt auch das fossile Kliff an der Straße „Am Strom“, die von diesem Ereignis ihren Namen hat.
Bei der schwedischen Landesaufnahme von 1694 war der Loop geschlossen, die gelbe Signatur direkt im Verlauf des Gatts lässt eine erst kürzlich erfolgte Zuschüttung vermuten.
Auf einer Karte des preußischen Militärkartografen Andreas August Rhode wird im Jahr 1761 der Loop wieder oder noch offen dargestellt.
Im Preußischen Urmesstischblatt von 1835 ist deutlich der Verlauf des geschlossenen Loops zu erkennen und auch die Zuspülung bzw. Zuschüttung seeseitig bis zur Hauptstraße ist ersichtlich. Im boddenseitigen Schwemmland ist noch der offene Verlauf deutlich.
In den Messtischblättern von 1880 und 1920 ist bereits die Anlage der Stranddüne und der Deichbau zu erkennen, der nach den Sturmhochwassern von 1872 und 1874 verstärkt einsetzte. Auch die Bebauung nahm ständig zu. In der Gegenwart ist vom Verlauf des Loops kaum etwas zu erkennen, ausgenommen der kurze Graben in der Ortslage. Nur eine als Bodendenkmal klassifizierte kurze Landwehr am Grenzweg und der Name des letzteren erinnern auch noch an den Verlauf. Die Gräben zum Bodden sind gradlinig und nachträgliche als künstliche Abzugsgräben im vermoorten Schwemmland bis zum Deichgraben angelegt und zeigen nicht den ehemaligen Verlauf des Loops.